# NW E
La NW type E est une automobile de la Belle Époque fabriquée par Nesselsdorfer Wagenbau-Fabriks-Gesellschaft A. G. (NW, maintenant connu comme Tatra).
La voiture, propulsée par un bicylindre à plat refroidi par eau, disposait d'une boîte de vitesses à quatre rapports et pouvait atteindre la vitesse de 90 km/h.